# Bigyromonada
A Bigyromonada a sárgásmoszatok 1998-ban leírt nem fotoszintetikus altörzse. 2024-ben 2 osztálya ismert, ezek a Developea és a Pirsonea.

## Leírás
A Bigyromonada tagjai baktériumokkal fagocitózis révén táplálkozó kétostorú sejtek. Tengerekben élnek. Kettős tranzíciós hélixük van. A csoport egy 247 génes mátrixelemzés alapján monofiletikus.
Az Oomycetes tagjainak zoospóráira hasonlítanak, így feltehetően a Pseudofungi közeli rokona.

### Developea
A Developea tagjai szabadon úszó csupasz élőlények, elülső csillójukon masztigonéma található. R2i centrioláris eredése keskeny I-szálakat tartalmaz.

### Pirsonea
A Pirsonea 2024-es ismeretek szerint monotipikus osztály – csak a Pirsoniales rendet tartalmazza, mely csak a Pirsoniaceae családot tartalmazza, mely csak a Pirsonia nemzetséget tartalmazza. Kovamoszatok parazitái, melyek sejtbeli trofoszómára és sejten kívüli auxoszómára bonthatók.
2022-ben Cho et al. legalább 3 új fajt fedeztek fel, ebből 1-et a Pirsonia, 2-t ismeretlen nemzetségben. Utóbbiak a Feodosia pseudopoda, illetve Koktebelia satura nomen provisoriumot kapták.

## Történet
Cavalier-Smith 2017-ben eredetileg a Chromista országba sorolta, melyről később kiderült, hogy polifiletikus csoport.

## Taxonómiai felosztás
- Subphylum Bigyromonada (Cavalier-Smith 1998) 
  - Classis Developea (Karpov & Aleoshin 2016[9] ex Cavalier-Smith 2017)[2]
    - Ordo Developayellales (Doweld 2001) [Developayellida (Cavalier-Smith 1987)]
      - Familia Developayellaceae (Cavalier-Smith 1997) [Developayellidae]
        - Developayella (Tong 1995)
          - Developayella elegans (Tong 1995)

        - Develorapax (Karpov & Aleoshin 2016)
          - Develorapax marinus (Karpov et Aleoshin 2016)

        - Mediocremonas (Weiler et al. 2020)[10]
          - Mediocremonas mediterraneus (Weiler et al. 2020)[10]

  - Classis Pirsonea (Cavalier-Smith 2017)[2]
    - Ordo Pirsoniales (Cavalier-Smith 1998) [Pirsoniida (Cavalier-Smith et Chao 2006)]
      - Familia Pirsoniaceae (Cavalier-Smith 1998)
        - Pirsonia (Schnepf, Debres & Elbrachter 1990)
          - P. diadema (Kühn 1996)
          - P. eucampiae (Kühn 1996)
          - P. formosa (Kühn 1996)
          - P. guinardie (Schnepf, Debres et Elbrachter 1990)
          - P. mucosa (Kühn 1996)
          - P. punctigerae
          - P. verrucosa (Kühn 1996)

## Fordítás
Ez a szócikk részben vagy egészben  a   Bigyromonada című angol Wikipédia-szócikk ezen változatának fordításán alapul.  Az eredeti cikk szerkesztőit annak laptörténete sorolja fel. Ez a jelzés csupán a megfogalmazás eredetét és a szerzői jogokat jelzi, nem szolgál a cikkben szereplő információk forrásmegjelöléseként.